# Muntanyes Cíclopes
Les muntanyes Cíclopes es troben a l'oest de la ciutat Jayapura i al nord del llac Sentani, a Papua, Indonèsia.

## Geografia
Tenen una superfície de 225 km² i el punt més alt és Ifar Gunung, amb una altura de 2.158 o 2.160 m.

## Història
Les muntanyes Cíclopes van rebre aquest nom per Louis de Bougainville, que les va veure de lluny mentre navegava per la costa nord de Nova Guinea.
A la dècada de 1930, Evelyn Cheesman va passar un temps en aquesta zona estudiant la fauna d'insectes.
El 1978, i ratificada el 1995, les muntanyes dels Cíclopes van ser designades com a reserva natural.

## Ecologia
Les porcions de la serralada per sobre dels 1.000 metres formen part de l'ecoregió de les selves tropicals montanes del nord de Nova Guinea. Els vessants més baixos i les terres baixes circumdants es troben a l'ecoregió de boscos de pluja i aigua dolça de les terres baixes del nord de Nova Guinea.
L'equidna de musell llarg d'Attenborough (Zaglossus attenboroughi) es va descobrir vivint a les muntanyes. Porta el nom del naturalista David Attenborough.
Una espècie de sargantana, Emoia cyclops, rep el nom d'aquesta serralada.